# 指印石斑鱼
指印石斑鱼（学名：Epinephelus megachir）为鮨科石斑鱼属的鱼类。分布于印度、印度尼西亚、菲律宾、朝鲜、日本以及南海及东海南部等。该物种的模式产地在中国。

## 扩展阅读
維基物種上的相關：指印石斑鱼